# Eszter Muhari
Eszter Muhari (født 30. september 2002) er en ungarsk fægter, der har specialiseret sig i kårde.
Hun repræsenterede Ungarn ved sommer-OL 2024 i Paris, hvor hun vandt bronze i den individuelle konkurrence.